# 四川嵩草
四川嵩草（学名：Carex setschwanensis），为莎草科嵩草属下的一个植物种。